# Instituto Jean-Jacques Rousseau
O Instituto Jean-Jacques Rousseau é uma escola de ciências da educação fundada em Genebra no ano de 1912 por Édouard Claparède e, na sua ideia original, tem por objetivo contribuir para a formação de educadores e para a difusão de novas pedagogias, baseadas no conhecimento científico da criança.
Rousseau foi escolhido como patrono do Instituto por sua defesa da necessidade de se conhecer a criança para melhor educá-la...

## História
O Instituto Jean-Jacques Rousseau, foi fundado em 1912  por Édouard Claparède (1873-1940) juntamente com Pierre Bovet. O Instituto reuniu alguns dos grandes nomes da psicologia e psicopedagogia da época, entre os quais  Adolphe Ferrière, Ernst Schneider, Jean Piaget e Helena Antipoff.
O objetivo principal do Instituto Jean-Jacques Rousseau  era a formação de educadores, além  da  realização de pesquisas nas áreas de psicologia e pedagogia. Além disto objetivava o incentivo às reformas educativas baseadas no movimento da Escola Nova.
O Instituto Jean-Jacques Rousseau muito rapidamente tornou-se um dos principais centros de referência sobre o movimento da Escola Nova na Europa. Estava envolvido na crítica à educação tradicional e na defesa de mudanças na educação que tornassem a escola mais humana, mais significativa e interessante para as crianças.
O conhecimento da psicologia humana era central no projeto humanista e pacifista do Instituto Jean-Jacques Rousseau. Èdouard Claparède foi um dos principais estudiosos a propor o aprofrundamento dos estudos psicológicos, especialmente do ponto de vista funcionalista. .
Ligado a partir de 1929-1930 à Faculdade de Letras da Universidade de Genebra com o nome de Institut des sciences de l'éducation, foi depois elevado ao estatuto de escola universitária autónoma em 1969, ficando a partir daí sob a supervisão directa do reitorado da Université de Genève (Universidade de Genebra).
A partir de 1975, passou a constituir a Faculté de psychologie et des sciences de l'éducation (Faculdade de Psicologia e das Ciências da Educação) da Université de Genève.
O ícone utilizado como símbolo do Instituto Jean-Jacques Rousseau mostra uma criança de pé ao lado de um adulto sentado, o qual tem um livro na mão. A criança aponta para fora de uma janela, como a buscar ativamente conhecer a natureza através da experiência concreta. A altura semelhante das figuras sugere uma relação mais igualitária entre professor e aluno. .
Em outras palavras, o ideal de basear a educação na observação da natureza, cultivando ao mesmo tempo uma relação de camaradagem para com a criança está presente no emblema escolhido para o Instituto. Neste emblema está resumida, iconograficamente, a filosofia do Instituto: cultivar o espírito científico através da observação da natureza, com o auxílio do conhecimento acumulado nos livros; encarar a criança como um igual, dotada da capacidade de tomar a iniciativa e eventualmente dirigir o adulto; deixar que a criança seja o guia do processo educativo, e guiá-la afetuosamente em seu processo de investigação e de descoberta..
Vale ressaltar que já nos anos vinte,o Instituto tornou-se referência básica para os movimentos educacionais progressistas que despontaram em todo mundo. Sob a coordenação de E. Claparède e Pierre Bovet, orientavam-se pesquisas dentro de uma concepção funcional de educação e preconizava-se o modelo da criança ativa..
Jean Piaget foi seu diretor entre 1921-1932.